# Вольпьяно
Вольпьяно (итал. Volpiano) — коммуна в Италии, располагается в регионе Пьемонт, в провинции Турин.
Население составляет 14728 человек (2008 г.), плотность населения составляет 454 чел./км². Занимает площадь 32 км². Почтовый индекс — 10088. Телефонный код — 011.
Покровителями коммуны почитаются святые апостолы Пётр и Павел, празднование 29 июня.

## Демография
Динамика населения:

## Города-побратимы
- Кастрий, Франция (2010)

## Администрация коммуны
- Официальный сайт: http://www.comunevolpiano.to.it/